# Vom Fischer und seiner Frau

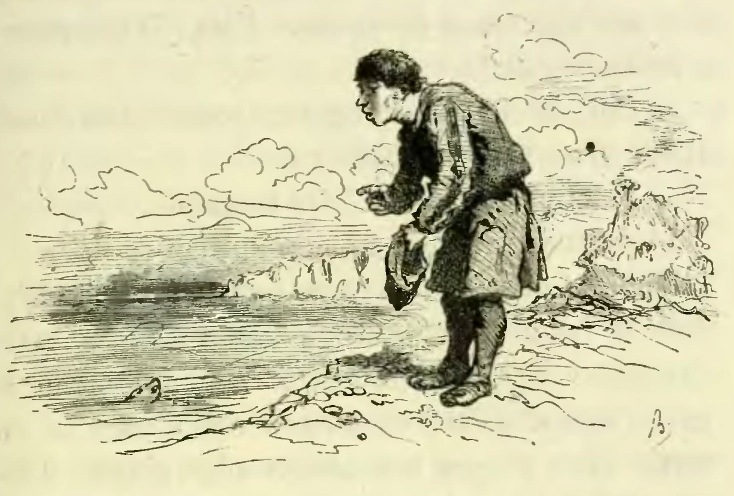
Illustration von Paul Baudry

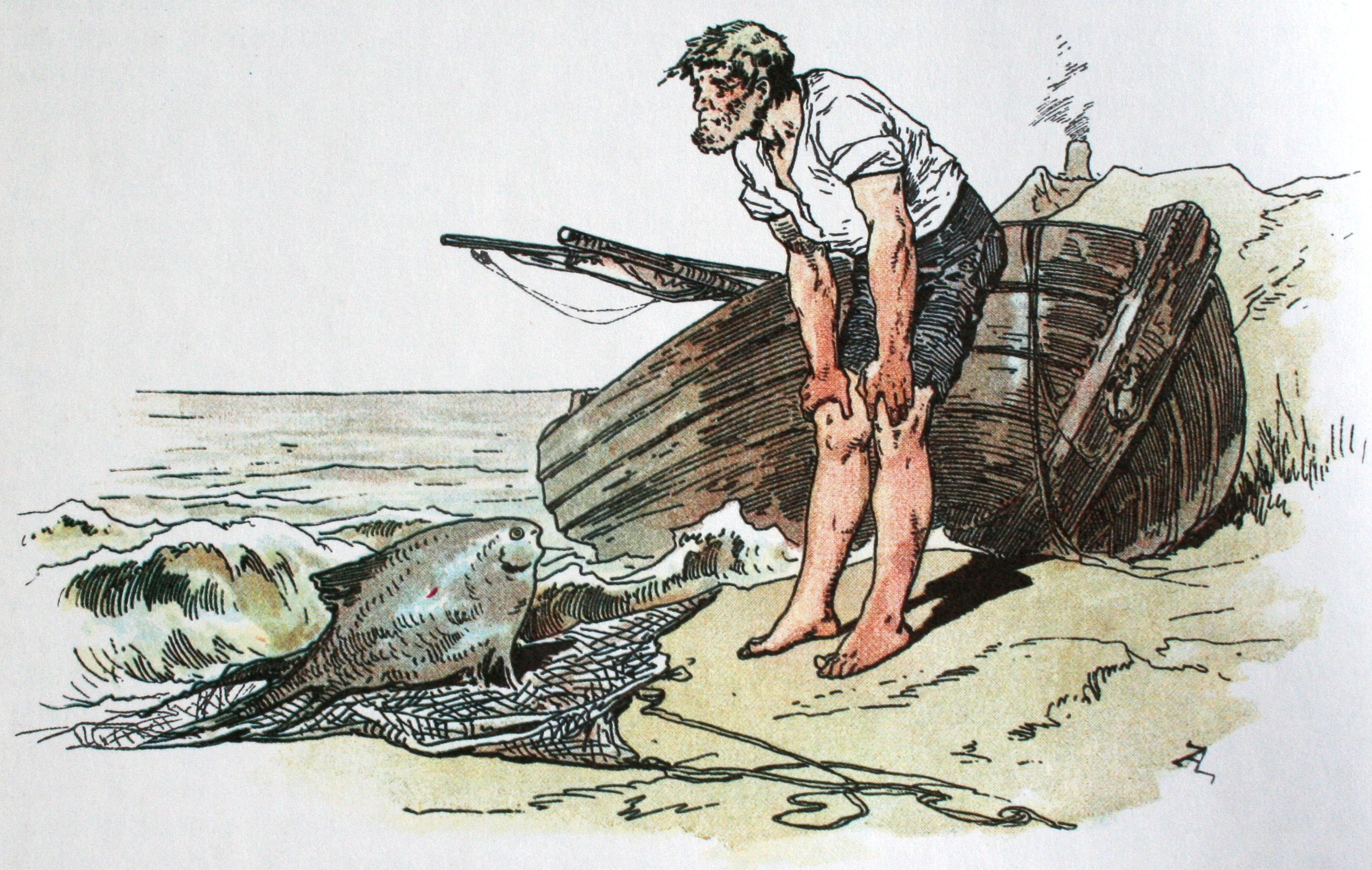
Illustration von Alexander Zick

Von dem Fischer und syner Fru (niederdeutsch, deutsch „Vom Fischer und seiner Frau“) ist ein plattdeutsches Märchen (ATU 555: Der Fischer und seine Frau) von Philipp Otto Runge. Die Brüder Grimm nahmen es an 19. Stelle (KHM 19) in ihre Sammlung der Kinder- und Hausmärchen auf, bis zu deren 4. Auflage der Titel Von den Fischer und siine Fru, Von dem Fischer un siine Fru, Van den Fischer un siine Fru bzw. Van den Fischer und siine Fru lautete. Das Märchen erschien auch in Ulrich Jahns Volksmärchen aus Pommern und Rügen als Nr. 42 Dei Fischer un syne Fruu. Zudem ist es auch im ungarischen und, in abgewandelter Form, im estnischen und russischen Sprachraum bekannt.

## Inhalt

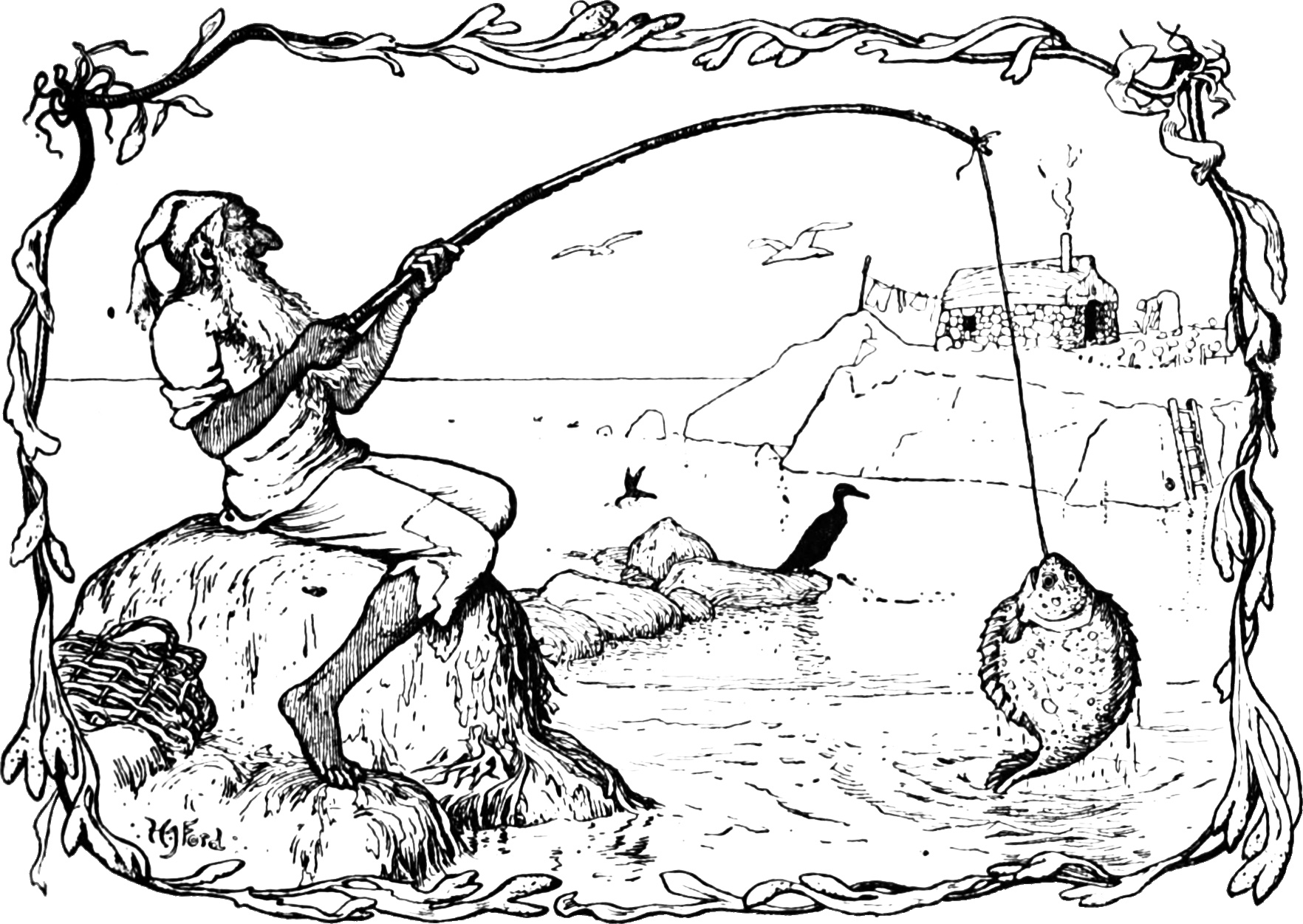
Illustration von Henry Justice Ford, 1902

Ein Fischer, der mit seiner Frau in einer armseligen, als „Pissputt“ bezeichneten Hütte lebt, angelt im Meer einen Butt, der als verwunschener Prinz um sein Leben bittet; der Fischer lässt ihn wieder frei. Als Ilsebill, die Frau des Fischers, das hört, fragt sie ihn, ob er sich denn im Tausch gegen die Freiheit des Fisches nichts von ihm gewünscht habe. Sie drängt ihren Mann, den Butt erneut zu rufen, um sich eine kleine Hütte zu wünschen. Diesen Wunsch erfüllt ihm der Zauberfisch. Doch schon bald ist Ilsebill damit nicht mehr zufrieden. Erneut verlangt sie von ihrem Mann, den Butt an Land zu rufen und einen größeren Wunsch vorzutragen.
Der bekannt gewordene Refrain mit des Fischers Ruf an den Butt lautet jedes Mal:
„Manntje, Manntje, Timpe Te,
Buttje, Buttje inne See,
myne Fru de Ilsebill
will nich so, as ik wol will.“
Der Fischer teilt die Wünsche seiner Frau nicht, beugt sich aber trotz wachsender Angst ihrem Willen. Je maßloser Ilsebills Wünsche werden, desto mehr verschlechtert sich das Wetter. Die See wird erst grün, dann blauviolett, dann schwarz, und immer heftiger wird der Sturm. Nach der Hütte verlangt sie ein Schloss. Als sie auch damit nicht zufrieden ist, möchte sie König, Kaiser und schließlich Papst werden. Alle diese Wünsche werden vom Butt erfüllt und angekündigt mit der Formel: „Geh nur hin, sie ist es schon.“
Als sie schließlich fordert, wie der liebe Gott zu werden, wird sie wieder zurück in die armselige Hütte versetzt: „Ga man hen. Se sitt all weder in’n Pissputt.“ („Geh nur hin. Sie sitzt schon wieder in dem Pissputt.“).

## Herkunft

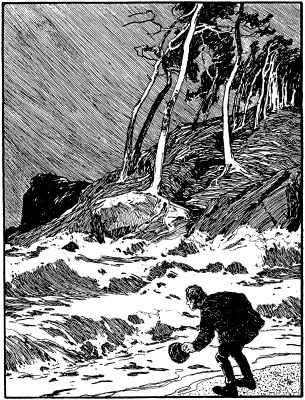
Illustration von Otto Ubbelohde, 1909

Philipp Otto Runge schickte Johann Georg Zimmer, dem Verleger von Achim von Arnims Des Knaben Wunderhorn, in einem Brief vom 24. Januar 1806 das eigenhändig aufgezeichnete Märchen, zusammen mit einem weiteren, das als Von dem Machandelboom ebenfalls in Grimms Märchen eingehen sollte. Er gab in dem Brief an, sich an die mündliche Überlieferung gehalten zu haben, wie es sich angehört habe, und fand es „eigentlich erhaben Patetisch und wird durch die Kümmerlichkeit u gleichgültigkeit des Fischers sehr gehoben“. Der Sprachform des Textes nach mischten sich vielleicht pommersche Kindheitserinnerungen mit neueren aus Hamburg. Runge hatte die Märchen wohl schon früher bei Erzählabenden wiedergegeben. Offenbar auf Achim von Arnims öffentlichen Aufruf hin, volksläufige Literatur einzusenden, schrieb er sie auf. Über diesen gelangte sein Text an die Brüder Grimm. Runge schrieb später noch mindestens drei weitere, variierte Fassungen, von denen eine in Abschrift Friedrich Heinrich von der Hagens 1812 durch Johann Gustav Gottlieb Büsching veröffentlicht wurde.
Grimms Erstdruck von 1812 beruhte auf Runges erster Fassung, von der Wilhelm Grimm 1808 eine Abschrift erstellte. Büschings Erstveröffentlichung hatte wenig Einfluss. Ab der 5. Auflage von 1843 beruhte Grimms Text stattdessen auf Runges vierter Fassung, die sein Bruder Daniel 1840 in schlechtem Hamburgerisch abdruckte. Grimms spätere Auflagen unterscheiden sich nicht.
Die Brüder Grimm erhielten ihre Fassung in vorpommerscher Mundart von Philipp Otto Runge. Er hat die Handlung im Bereich seiner Heimat Wolgast, möglicherweise am Achterwasser angesiedelt. In Warthe am Achterwasser ist ein entsprechendes touristisches Arrangement aufgebaut. In der Hansestadt Stade befindet sich ein Brunnen, der die Szene des Anglers am Wasser mit dem Butt zeigt.

## Versionen
In einer estnischen Version erfüllt ein kleines Männchen, dessen heiliger Eichenbaum gefällt werden soll, die immer maßloser werdenden Wünsche eines Mannes, wenn dieser den Baum verschont, wobei der Mann und seine Frau zum Schluss, als der Mann König werden will, in Bären verwandelt werden. Diese Version stammt von Jakob Hurt und wurde 1903 in Palamuse von H. Karu nach Mart Keller aus Jõgeva aufgezeichnet. Der deutsche Titel lautet Die Wohltaten des heiligen Baumes. In Estland sind 43 Varianten des Märchens bekannt, die sich in drei Fassungen gliedern lassen: Die Baum-Fassung, die am Ende eine Ursprungssage enthalten kann, wie die Entstehung der Bären (US 41) oder die Erklärung warum die Bäume nicht reden (US 75); die Fisch-Fassung und die der vorherigen sehr nahestehende Krebs-Fassung, in der der Mann meist in ein Schwein verwandelt wird. Eine russische Baum-Fassung, mit einer sprechenden Linde und der Verwandlung in Bären, aus dem Werk Großrussisches Märchen aus Moskau (Moskau 1860) von Iwan Alexandrowitsch Chudjakow erhielt im Deutschen den Titel Der verzauberte Lindenbaum. Zudem ist auch eine ungarische Version von Gyula Ortutay bekannt, die im Deutschen den Titel Der alte Fischer und seine ehrgeizige Frau trägt. Alle drei Versionen wurden AT 555: Der Fischer und seine Frau zugeordnet.
Eine weitere ungarische Version findet sich in Gyula Illyés Der alte Fischer und seine unzufriedene Frau. Eine rumäniendeutsche Version mit dem Titel Der Wunschring erzählt von einem wünscheerfüllenden Ring.

## Deutungen

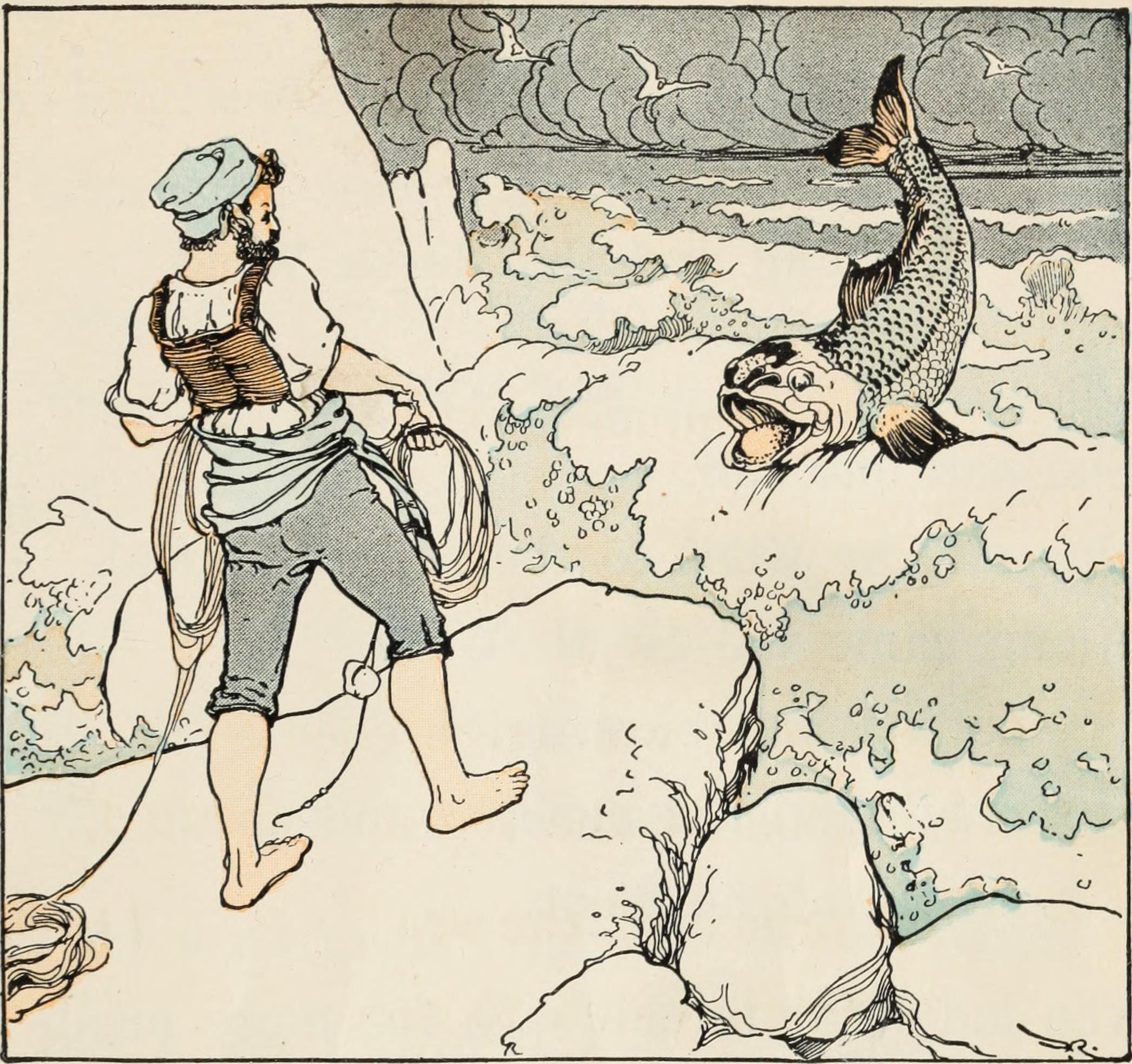
Illustration, 1911

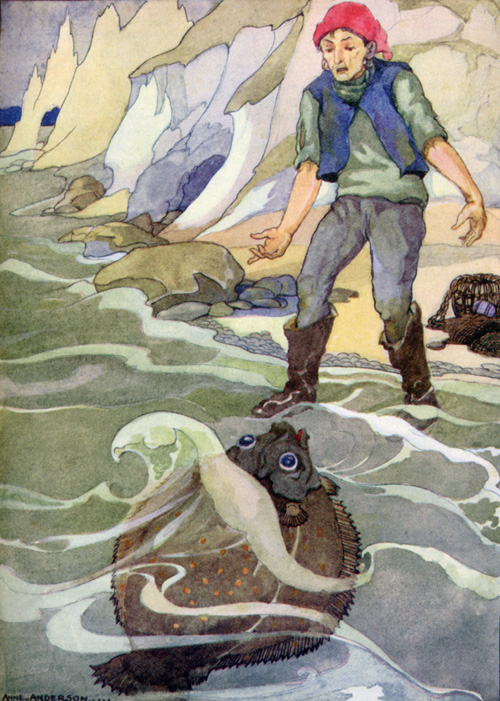
Illustration von Anne Anderson

Vordergründig handelt es sich um eine moralisierende Parabel mit der Volksweisheit, dass Maßlosigkeit damit bestraft wird, alles zu verlieren. Zeitgenossen verstanden das Märchen als Satire auf Napoleon und seine Verwandtschaft.
Der Psychoanalytiker Otto Gross begreift das Verhalten der Protagonisten als Ausdruck des der patriarchalischen Gesellschaft innewohnenden Machtwillens und verweist auf die Erkenntnis des Märchens, dass „Gott allein vor jedem fremden Eingriff in das Innerste gesichert ist“ (vgl. Otto Gross: Zum Solidaritätsproblem im Klassenkampf).
Psychiater Wolfdietrich Siegmund meint, der „Ilsebillweg“, der hochmütige Weg des unersättlichen Menschen, führe ins Verderben, wie auch bei Frau Trude. Im Gegensatz dazu zeigten Die drei Federn, Aschenputtel, Das singende springende Löweneckerchen den wagemutigen Weg des Glaubens, den demütigen Weg der Hoffnung und den starkmütigen Weg der treuen Liebe.
Verena Kast zufolge geht es um Haben, Gier, Kompensation einer traurigen Lebenssituation. Der „Pißpott“ ist nicht nur arm, sondern auch eingeengt, selbst der Palast hat noch etwas Starres. Männliche Aktion ist als Fisch verwünscht, verdrängt, der Mann fragt gar nicht, wie er zu erlösen, integrieren ist. Seine Aggressionshemmung schiebt Schuld ab, ohne sein schlechtes Gefühl auszusprechen. Nicht das Wünschen bringt Unheil, sondern die Maßlosigkeit, das Nicht-in-Beziehung-Setzen mit realen Möglichkeiten.
Der Psychotherapeut Jobst Finke liest das Märchen als verbreiteten Paarkonflikt, wenn Frauen, durch fehlende Zuwendung enttäuscht, sich etwa auf teure Kleider verlegen und Männer sich weiter zurückziehen.
Der Lyriker Jan Wagner, sieht in „der ehrgeizigen Ilsebill gar eine entfernte, plattdeutsche Cousine der Lady Macbeth.“ Er sieht in dem Märchen allerdings eher eine Burleske und kein Drama wie Macbeth.
Der Kabarettist Volker Pispers sieht in dem Märchen eine Analogie zum „Märchen vom Kapitalismus“.
Einige Interpreten sehen das Märchen „Vom Fischer und seiner Frau“ als eine Allegorie geistiger Prozesse. Der Fischer symbolisiere den Meditierenden, der im „klaren Wasser“ des Geistes Erkenntnis sucht. Der Butt, der aus der Tiefe geangelt wird, steht für die Einsicht in das Wesen der Welt. Während der Fischer wunschlos bleibt, verkörpert seine Frau die menschliche Gier, die den Geist trübt und aufwühlt. In dieser Deutung wird auf Jesus und Buddha verwiesen, die Habgier als Vergiftung des Geistes bezeichneten (Lk 12,15 ).
Es wird betont, dass die Frau nicht bestraft wird: Ihr letzter Wunsch, „wie Gott zu sein“, erfüllt sich nicht in äußerer Macht, sondern in der Erkenntnis, dass Göttlichkeit bereits in ihrer ursprünglichen Hütte vorhanden ist. Die Formel „Geh nur hin, sie ist es schon“ wird mit der Vedanta-Aussage „Tat Tvam Asi“ (Du bist das) verglichen, die die Identität von wahrem Selbst und absoluter Realität ausdrückt.

## Adaptionen

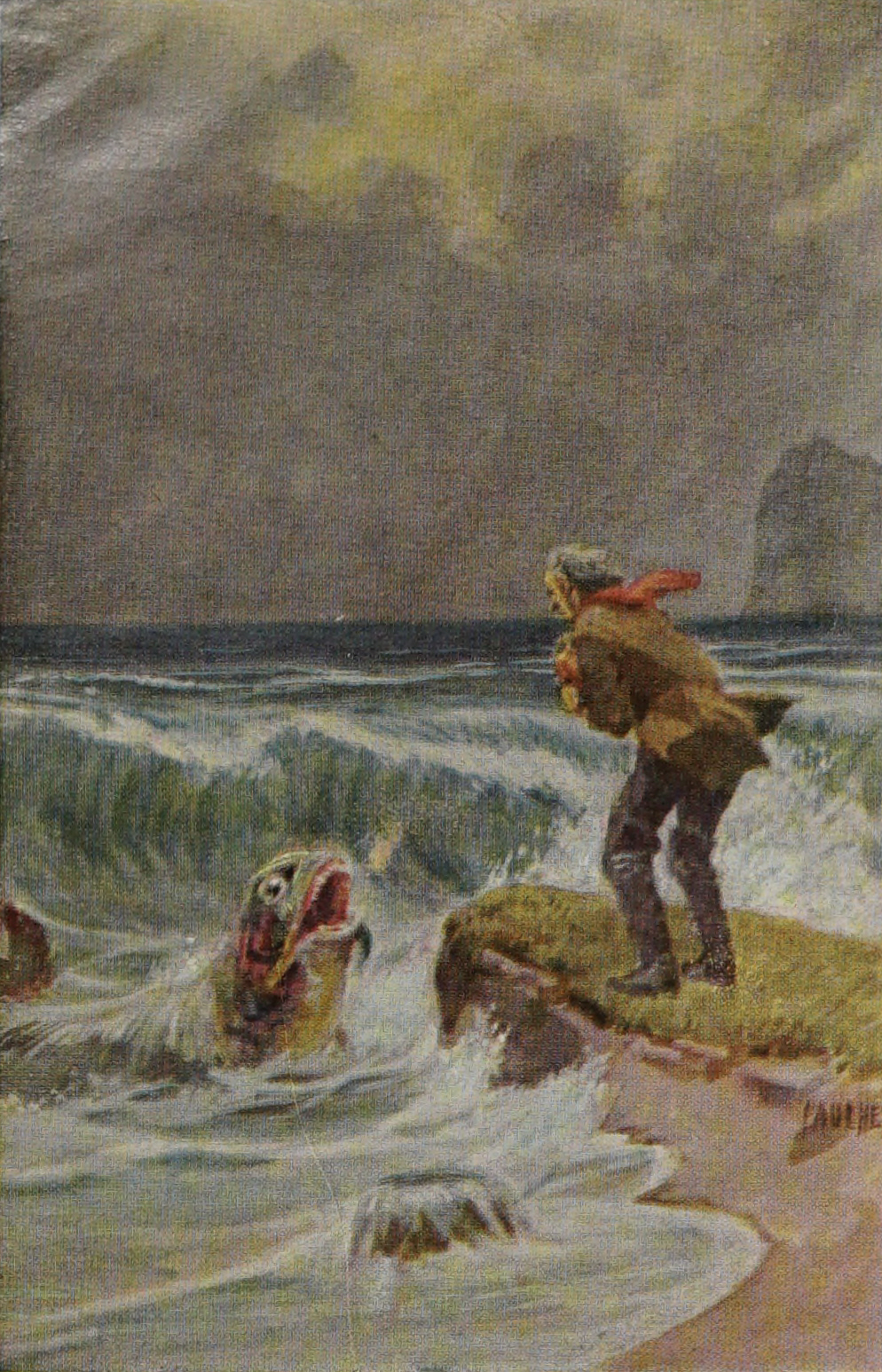
Illustration von Paul Hey, 1939

Vgl. Mann und Frau im Essigkrug in Ludwig Bechsteins Deutsches Märchenbuch. Dei Fischer un syne Fruu steht als Nr. 42 in Ulrich Jahns Volksmärchen aus Pommern und Rügen. Jahn verortet den Erzähler in „Deyelsdorf, Kreis Grimmen“, der Vers ist: „Haektke, Haektke in dei See! …“. Eine sehr ähnliche Darstellung der Grundmotive des Märchens ist das russische Märchen vom Fischer und vom Fischlein von Alexander Sergejewitsch Puschkin.

### Lyrik und Prosa
Moritz Jahn schrieb De Fisker un sien Fro. Fragment einer dramatischen Ballade (um 1930) in seinem Gedichtzyklus Ulenspegel un Jan Dood. Niederdeutsche Gedichte. Günter Grass nahm das Märchen 1977 als Ausgangspunkt seines Romans Der Butt. Grass wendet dort in mehreren Episoden von der Steinzeit über die Romantik bis zur Gegenwart die Schuldfrage neu und entlastet Ilsebill, die Frau als solche. In Michael Cadnums Parodie wünscht der Fischer sich Ruhe vor seiner Frau. Feridun Zaimoglu schuf 2008 eine Neufassung des Märchens, zu der der Künstler Hans-Ruprecht Leiß 30 Lithografien paraphrasierte.

### Theater
- Das Märchen ist auf diversen deutschen Theaterbühnen gespielt worden. Diese Bühnenadaptionen haben zeitgenössische psychosoziale Interpretationen der Beziehung zwischen Mann und Frau angeregt. Hierbei wird auch auf ein Versagen des Fischers eingegangen: Da der Mann die Wünsche seiner Frau einfach wörtlich erfüllt und Auseinandersetzungen mit ihr aus dem Weg geht, anstatt sich ihren tieferen Bedürfnissen und Beweggründen zuzuwenden, vernachlässige er seine Partnerin, was deren innere Unruhe, Unzufriedenheit und Maßlosigkeit noch verstärke.[19]
- Eine Biedermeier-Posse mit dem Titel Die beiden Nachtwandler oder Das Notwendige und das Überflüssige schrieb der österreichische Theaterdichter Johann Nestroy 1836. Er übertrug das Thema ins wienerische Lokalkolorit und machte daraus ein märchenhaftes Zauberstück, das aber ganz ohne wirkliche Zaubereien auskam.
- Das Märchen vom Fischer und seiner Frau. Ein großes buntes Weihnachtsmärchenspiel in 3 Aufzügen von Robert Bürkner

### Hörspiel
- De dumme Ilsebill, ist ein Mundart-Hörspiel des NDR aus dem Jahre 1958. Unter der Regie von Hans Mahler sprachen Otto Lüthje, Aline Bußmann und Günther Siegmund.
- Bereits drei Jahre zuvor produzierte auch Radio Bremen ein mundartliches Hörspiel unter dem Titel Von dem Fischer und seiner Frau. Ein altes Märchen im neuen Gewande. Unter der Regie von Erich Keddy sprachen hier Heinrich Kunst, Erika Rumsfeld und Hans Rolf Radula.
- Im Jahre 1962 entstand unter der Regie von August Everding ein Hörspiel für Kinder, in dem Hans Cossy, Edith Schultze-Westrum, Robert Graf und Benno Sterzenbach die Hauptrollen sprachen.
- 1992 entstand unter der Regie von Barbara Plensat beim Deutschlandsender Kultur eine weitere Funkfassung unter dem Titel Der Fischer und seine Frau In den Titelrollen waren Thomas Rudnick und Leila Abdullah zu hören. Die Rolle des Butts sprach Christa Pasemann.

### Musik
- Der Komponist Friedrich Klose schuf 1902 die Oper Ilsebill. Das Märchen vom Fischer und seiner Frau.
- Komposition von Othmar Schoeck: Vom Fischer und syner Fru op. 43 (1928–1930). Dramatische Kantate in 7 Bildern für 3 Solostimmen und Orchester. Libretto: Philipp Otto Runge (nach einem Märchen der Brüder Grimm). Uraufführung am 3. Oktober 1930 in Dresden (Staatsoper) unter der Leitung von Fritz Busch.
- 1977 erschien die Schallplatte Achterndiek von Hans Scheibner. Das Titellied verlegt die Geschichte in die Gegenwart. Die Wünsche der Frau beziehen sich auf einen Autobahnzubringer, einen Industriepark und ein Kernkraftwerk. Zuletzt stirbt der Fisch infolge der dadurch ausgelösten Umweltverschmutzung.
- 1993 komponiert Wolfgang Söring die Oper Vom Fischer und seiner Frau (Libretto: Barbara Hass) für Kinder ab 5 Jahren anlässlich des 25-jährigen Bestehens des Theaters für Kinder in Hamburg; Uraufführung am 28. Februar 1993.
- Der Komponist Georg Katzer schrieb „Vom Fischer un sin Fru“, ein modernes Märchen für Solostimmen und/oder Chor a cappella.
- Die Band Caputt verwendete das Märchen als Vorlage für den Song Mantje Mantje Timpe te.
- Der Komponist Ingfried Hoffmann komponierte als Auftragsarbeit für die Kinderoper Köln die Jazzoper Vom Fischer und seiner Frau für Kinder ab 5 Jahren, Libretto: Barbara Hass, Uraufführung am 16. Mai 2010.
- 2017 entstand das Musical Vom Fischer und seiner Frau als Auftragswerk für die „Brüder Grimm Festspiele“ in Hanau. Das Buch und die Liedtexte stammen von Kevin Schroeder, die Musik von Marc Schubring.
- Robert Lillinger: Vom Fischer und seiner Frau, Märchenballett für Orchester (2024/2025), UA am 4. April 2026 am Landestheater Detmold (Auftragswerk des Landestheater Detmold)[20]

### Verfilmungen

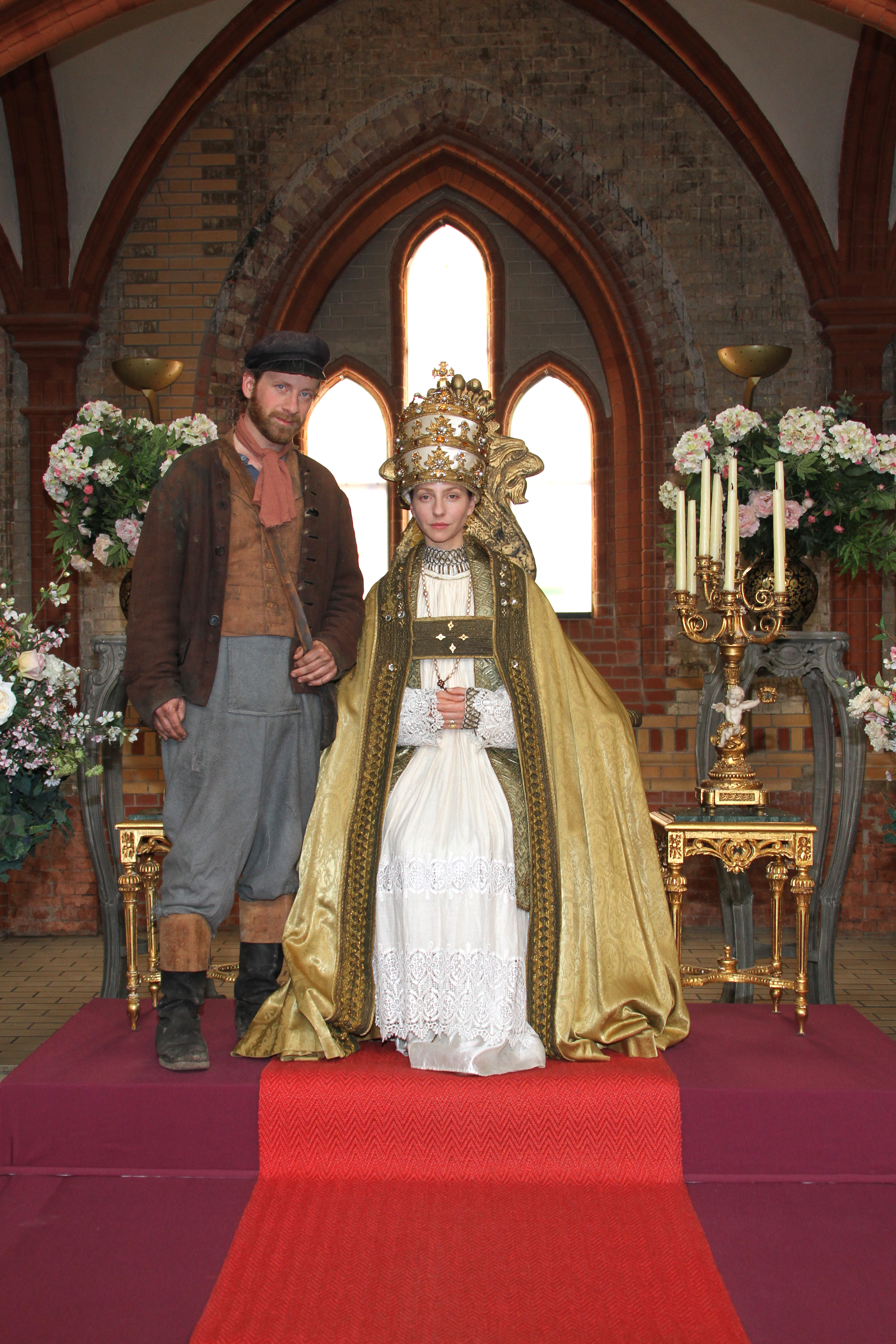
Fabian Busch und Katharina Schüttler im Juni 2013 während der Dreharbeiten zu einer Neuverfilmung im Rahmen der ARD-Reihe Sechs auf einen Streich.

- Der Fischer und seine Frau, Animations-Stummfilm, Deutschland 1922, s/w, 12 min.[21]
- Der Fischer und seine Frau, Stummfilm, Deutschland 1935, s/w, 11 min.[21]
- Vom Fischer und seiner Frau, Fernsehproduktion der Augsburger Puppenkiste, BRD 1958, s/w.
- Vom Fischer und seiner Frau, Fernsehproduktion der Augsburger Puppenkiste, BRD/Italien 1966, s/w.
- Die Geschichte vom Fischer und seiner Frau, DEFA-Trickfilm, DDR 1976, Regie: Werner Krauße, ca. 13 min.
- Von dem Fischer und siner Fru, Scherenschnittfilm von Edeltraud Engelhardt, BRD 1977.
- Der Fischer und seine Frau, Kurz-Spielfilm, BRD 1989, 3 min.[21]
- Der Fischer und seine Frau, Spielfilm inspiriert von dem Märchen, Deutschland 2004, Regie: Doris Dörrie.
- Vom Fischer und seiner Frau, Märchenfilm der 6. Staffel aus der ARD-Reihe Sechs auf einen Streich mit Fabian Busch als Fischer Hein und Katharina Schüttler als Ilsebill, Deutschland 2013.

## Ausgaben
- Jacob Grimm, Wilhelm Grimm: Kinder- und Hausmärchen. Mit einem Anhang sämtlicher, nicht in allen Auflagen veröffentlichter Märchen und Herkunftsnachweisen. Hrsg.: Henz Rölleke. 1. Auflage. Band 3: Originalanmerkungen, Herkunftsnachweise, Nachwort. Reclam, Stuttgart 1980, ISBN 3-15-003193-1, S. 40.
- Jacob und Wilhelm Grimm (Text); Yann Wehrling (Illustration): Der Fischer und seine Frau. Elatus Verlag, Kaltenkirchen 1997, ISBN 3-931985-07-5.
- Philipp Otto Runge: Von dem Fischer un syner Fru. (= Insel-Bücherei. 315/1A). Ein Märchen nach Philipp Otto Runge. Mit sieben Bildern von Marcus Behmer. Insel Verlag, Leipzig 1920.
- Philipp Otto Runge, Uwe Johnson: Von dem Fischer un syner Fru. Ein Märchen nach Philipp Otto Runge (Plattdeutsch) mit sieben kolorierten Bildern von Marcus Behmer. Mit einer Nacherzählung und einem Nachwort (Hochdeutsch) von Uwe Johnson. Insel Verlag, Frankfurt 1976, 66 Seiten (IB 315/1B), ebenso Reprint nach der IB-Ausgabe von 1920: Ausgabe Frankfurt 1987 (IB 1075/1B, ISBN 3-458-19075-9)
- Philipp Otto Runge, Uwe Johnson: Von dem Fischer und seiner Frau. Ein Märchen von Philipp Otto Runge, nacherzählt von Uwe Johnson, illustriert von Katja Gehrmann. Bilderbuch mit plattdeutschem Originaltext auf den letzten Seiten. Hinstorff Verlag, 2011, ISBN 978-3-356-01418-1.
- Brüder Grimm: Vom Fischer und seiner Frau. Nacherzählt von Sandra Ladwig, illustriert von Vitali Konstantinov. Carlsen Verlag, 2007, ISBN 978-3-551-05761-7.